# Sungai Piring
Sungai Piring is een bestuurslaag in het regentschap Indragiri Hilir van de provincie Riau, Indonesië. Sungai Piring telt 3728 inwoners (volkstelling 2010).